# Danton (Schiff)
Die Danton war ein Schlachtschiff der Prä-Dreadnought-Ära der französischen Marine und das Typschiff einer Klasse von insgesamt sechs Einheiten. Schwesterschiffe waren Condorcet, Diderot, Mirabeau, Vergniaud und Voltaire.
Das Schiff war benannt nach dem französischen Revolutionsführer Georges Danton. Es wurde im Ersten Weltkrieg eingesetzt und am 19. März 1917 vom deutschen U-Boot U 64 etwa 35 km südwestlich von Sardinien versenkt.

## Geschichte
Die Kiellegung der Danton erfolgte im Januar 1908 in der Marinewerft von Brest. Das Schiff erwies sich beim Stapellauf als schwerer als von den Ingenieuren auf der Werft berechnet. Dies führte dazu, dass die Danton bei ihrem Stapellauf am 22. Mai 1909 stecken blieb und erst am 4. Juli 1909 zu Wasser gelassen werden konnte. In den darauffolgenden Monaten wurde sie einsatzbereit gemacht und im Juni 1911 in Dienst gestellt. Eine Woche nach ihrer Fertigstellung am 1. Juni 1911 wurde sie anlässlich der Krönung von König Georg V. nach Großbritannien geschickt. Sie wurde dann zur französischen Mittelmeerflotte verlegt.

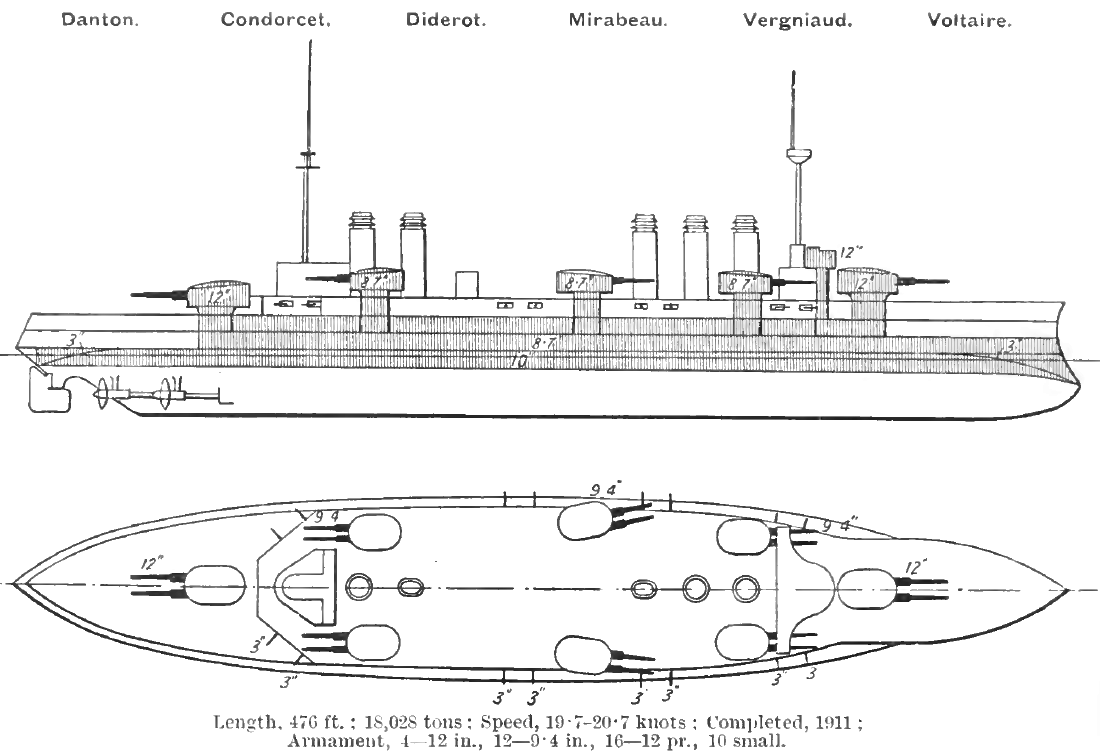
Riss der Danton aus Brasseys 1915

Bei Kriegsbeginn sicherte sie mit den anderen schweren Einheiten der Mittelmeerflotte die Überführung von Truppen aus Algerien nach Frankreich. Als die deutsche Mittelmeerdivision am 4. August 1914 ab 6:08 Uhr mit der Goeben den Hafen von Philippeville und der Breslau Bône in Algerien beschoss, lief die östlichste Gruppe der aus Toulon anmarschierenden Mittelmeerflotte mit den sechs Schiffen der Danton-Klasse des 1. Linienschiffsgeschwaders, einer Division Panzerkreuzer und einer Zerstörer-Flottille zwar auch nach Philippeville, war aber zu weit entfernt, um eingreifen zu können. Zudem befahl der französische Oberbefehlshaber dieser Gruppe, zur Algier-Gruppe zu stoßen, da er befürchtete, die Deutschen würden weiter nach Westen marschieren. Die Deutschen liefen aber tatsächlich mit 17 Knoten zurück nach Messina, um ihre Kohlenvorräte aufzufüllen. Der französische Oberbefehlshaber untersagte weitere einzelfahrende Truppentransporte und ordnete die Bildung von Geleitzügen an, die erst nach dem Eintreffen der Flotte in algerischen Häfen gebildet werden konnten. Nachdem die deutsche Division in die Türkei abmarschiert war, konzentrierte sich die französische Flotte auf die Abwehr möglicher Angriffe der Österreichisch-Ungarischen Kriegsmarine und sicherte die Straße von Otranto. Wegen der bis 1915 bestehenden Neutralität Italiens erfolgte der Einsatz von Malta als Basis und Biserta als französischer Reparaturbasis. Die Danton wurde nur in diesem Bereich eingesetzt.

## Untergang
Die Danton stand unter dem Kommando von Capitaine de Vaisseau Joseph Delage. Sie kam von einer Überholung in Toulon und war mit ihrer 910 Mann starken Crew auf dem Weg zur griechischen Insel Korfu, um dort wieder zur Otranto-Sperre der Alliierten zu stoßen, als sie von U 64 unter Robert Moraht um 13:15 Uhr am 19. März 1917 etwa 35 km südwestlich von Sardinien auf 38° 45′ N, 7° 46′ O torpediert wurde. Die Danton wurde von zwei Torpedos getroffen und bekam schnell Schlagseite. Nach 45 Minuten sank die Danton. Sie führte bei ihrer letzten Fahrt mehr Männer als üblich mit, da auch viele Besatzungsmitglieder anderer bei Korfu stehender Schiffe an Bord waren. Insgesamt 806 Mann wurden vom begleitenden Zerstörer Massue und anderen Booten gerettet, 296 Männer fanden den Tod. Capitaine de Vaisseau Delage und einige Offiziere, die beschlossen hatten, das Schiff nicht zu verlassen, gingen mit der Danton unter. U 64 überstand einen Gegenangriff und entkam.

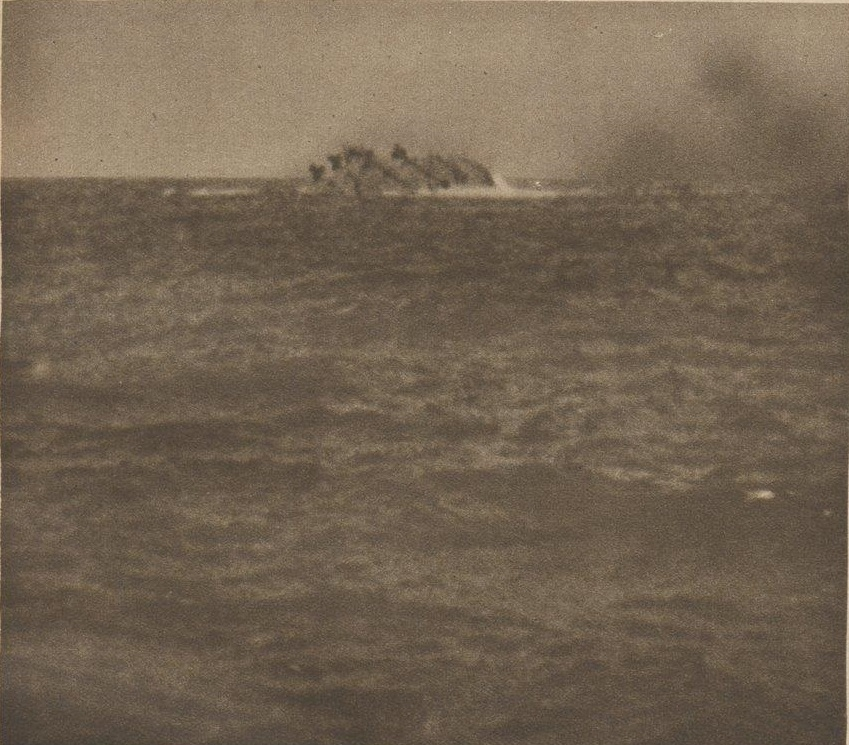
Untergang der Danton

## Das Wrack
Das Wrack der Danton wurde im August 2008 im Zuge der Planung der Gasleitung Algerien–Sardinien–Italien gefunden, doch erst im Februar 2009 wurde dies der Öffentlichkeit bekannt gemacht. Die Pipeline wird der Danton ausweichen. In Jahren 2015 und 2016 gab es insgesamt zwei Erkundungstouren zur Danton, dabei wurden 41.500 Fotos und mehr als 32 Stunden Videomaterial gemacht. Die Danton ruht nahezu aufrecht im Schlick in einer Tiefe von 1.020 Metern, etwas 28 Meilen südlich von Sardinien. Die 30,5-cm-Geschütze sind nicht mehr vorhanden, sie wurden lediglich von ihrem Gewicht in Position gehalten und sind beim Kentern der Danton aus den Barbetten gefallen. Vom Schiffsheck ist nur noch ein mit Schlamm gefüllter Trichter zu sehen, aus dem die 24-cm-Geschütze ragen. Es wurde ein 3D-Modell angefertigt und im Musée national de la Marine in Paris ausgestellt. Das Modell ermöglicht eine virtuelle Tour durch das Wrack.